# Захар-Я
Захар-Я — река в Берёзовском районе Ханты-Мансийского автономного округа. Устье реки находится в 33 км от устья реки Налимаю по левому берегу. Длина реки составляет 10 км.

## Данные водного реестра
По данным государственного водного реестра России относится к Нижнеобскому бассейновому округу, водохозяйственный участок реки — Северная Сосьва, речной подбассейн реки — Северная Сосьва. Речной бассейн реки — (Нижняя) Обь от впадения Иртыша.
Код объекта в государственном водном реестре — 15020200112115300026585.